# George Floyd
Pour l'article détaillé sur sa mort, voir Meurtre de George Floyd. Pour un article sur les protestations qui ont suivi sa mort, voir Manifestations et émeutes consécutives à la mort de George Floyd.
George Floyd, de son nom complet George Perry Floyd Jr., né le 14 octobre 1973 à Fayetteville dans l'État de Caroline du Nord, est un Afro-Américain, tué par un policier lors de son arrestation le 25 mai 2020 à Minneapolis, dans l'État du Minnesota, pendant laquelle ce policier, Derek Chauvin, le maintient menotté et en plaquage ventral avec son genou sur sa nuque durant plus de huit minutes, l’empêchant ainsi de respirer. Les images de son arrestation et la nouvelle de sa mort mènent à une vague de protestations aux États-Unis et dans d'autres pays du monde.

## Biographie
George Floyd naît le 14 octobre 1973, de George Perry et Larcenia « Cissy » Jones Floyd à Fayetteville, en Caroline du Nord. Il a quatre frères et sœurs. Ses parents se séparent et à l'âge de deux ans, sa mère déménage avec les enfants dans les logements subventionnés de Cuney Homes (en),,, surnommés « Bricks », dans le Third Ward (en) de Houston (Texas), un quartier historique noir et l'un des plus pauvres de la ville,,. Il grandit à Houston jouant au football américain et au basketball au lycée, où il reçoit son diplôme en 1993,,.
Il reçoit une bourse d'études sportives pour étudier deux ans dans un collège communautaire de Floride du Sud et y jouer dans l'équipe de football, puis change d'institution pour aller à l'université A&M du Texas à Kingsville, avant d'arrêter ses études,,. Il retourne ensuite à Houston, en 1995, et devient tuneur de voiture tout en jouant au basketball en club,. À partir de 1994, il se produit comme rappeur en utilisant le nom de scène Big Floyd dans le groupe Screwed Up Click (en),,,, le New York Times décrivant ses vers énoncés d'une voix grave comme « déterminés ».
Entre 1997 et 2005, il est condamné huit fois à la prison pour possession de drogue, vol et intrusion,,,. En 2009, il plaide coupable pour un braquage à main armée d'une maison en compagnie de six autres personnes en 2007, et est condamné à cinq ans de prison, dont il effectue quatre avant d'être libéré sur parole en 2013,.
En 2014, il déménage dans la région de Minneapolis, vivant dans une banlieue de Saint Louis Park, où il travaille comme conducteur de camion et videur. En 2016, il tourne une scène pornographique sous le nom de « Big Floyd ». En 2020, il perd son emploi de videur au cours de la pandémie de Covid-19.

## Arrestation et mort
Le 25 mai 2020, il est interpellé et arrêté en début de soirée alors qu'il est dans sa voiture en compagnie de deux amis à St Louis,. Son arrestation est initialement menée par deux policiers qui viennent d'entrer en service, Thomas Lane et Alexander Kueng, policiers depuis 2019 et en service à Minneapolis depuis le début de la semaine. L'arrestation fait suite à un appel d'une épicerie de quartier qui affirme que George Floyd refuse de reprendre le faux billet de 20 dollars avec lequel il a acheté des cigarettes et qu'il est « affreusement saoul » et sans « contrôle de lui-même », alors qu'il semble se préparer à reprendre la route,. L'arrestation est filmée par une caméra de surveillance, des caméras-piéton des policiers et des passants utilisant leur téléphone. Très agité au début de son arrestation, lors de laquelle Thomas Lane brandit son arme quand il interpelle Floyd dans sa voiture, George Floyd est menotté sans être agressif. Il est ensuite amené à la voiture de police dans laquelle il refuse de rentrer, se laissant tomber au sol,. Luttant ensuite avec les deux policiers pour ne pas rentrer dans le véhicule, il affirme notamment qu'il est claustrophobe et qu'il a eu la Covid-19, répète plusieurs fois qu'il ne parvient pas à respirer, et demande de s'allonger par terre. Finalement installé dans la voiture, il en sort ou en tombe pour une raison inconnue et se fait plaquer au sol par les policiers ainsi que par Derek Chauvin, qui vient d'arriver en renfort avec Thou Tao, et le maintient en plaçant son genou sur sa nuque. Floyd répète à nouveau qu'il peine à respirer, ce à quoi deux des policiers répondent qu'il respire bien puisqu'il peut parler, Chauvin lui demandant de se calmer. Floyd semble se mettre à saigner de la bouche. Les policiers appellent une ambulance et des passants plaident auprès des policiers pour que George Floyd ne soit plus maintenu de cette manière, alors autorisée par la police de Minneapolis,. Thomas Lane propose à Derek Chauvin de l'allonger de côté, ce que ce dernier refuse, et il maintient cette position plusieurs minutes. George Floyd arrête de parler et de gémir, semblant avoir perdu connaissance. Les passants demandent de prendre son pouls, et sont tenus à distance par Tou Thao. L'ambulance arrive et l'emmène à l'Hennepin County Medical Center (en), pendant que les ambulanciers pratiquent un massage cardiaque. Moins d'une heure plus tard, il est déclaré mort à l'hôpital,.
L'autopsie officielle, validée par le service médical des forces armées, conclut à un homicide à la suite des manœuvres des policiers pour le maîtriser et le contraindre, avec une contribution de ses maladies coronarienne et cardiovasculaire et de son intoxication à des drogues (dont une dose potentiellement mortelle de fentanyl),, conduisant à un arrêt cardiopulmonaire,. Une autopsie commandée par la famille de George Floyd conclut également à un homicide et un arrêt cardiopulmonaire, mais soutient en plus la thèse de l'asphyxie et affirme que George Floyd n'avait pas de problème de santé sous-jacent,.
Le lendemain, les trois policiers sont licenciés avec effet immédiat, dont Chauvin, poursuivi pour meurtre au troisième degré (homicide involontaire non prémédité) et homicide au second degré (homicide volontaire non prémédité),, puis meurtre au second degré (homicide intentionnel mais non prémédité). Quelques jours plus tard, les trois autres policiers sont poursuivis pour avoir aidé et laissé se dérouler un meurtre au second degré,,. Une audience préliminaire a lieu le 20 juin. Les images du placage au sol ainsi que la nouvelle de la mort de George Floyd provoquent des manifestations et des émeutes à Minneapolis et Saint Paul, puis dans le reste des États-Unis et dans d'autres pays.
Son meurtrier est condamné à vingt-et-un ans de réclusion par la justice de l’État du Minnesota pour l'avoir asphyxié, les autres policiers étant inculpés de complicité de meurtre.